# 哈卡斯格蘭德區

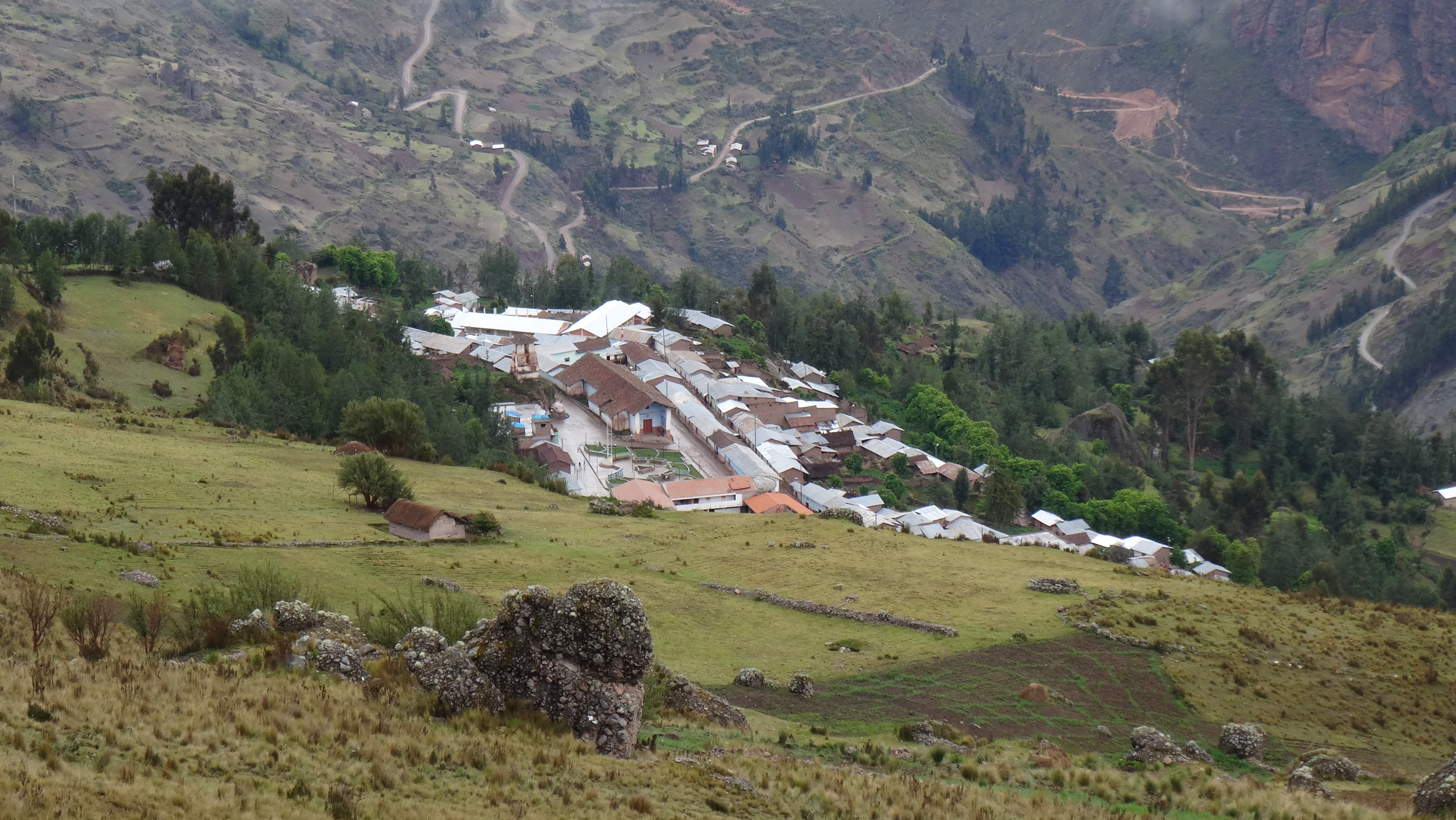

9°32′23″S 76°44′14″W / 9.5397°S 76.7371°W
哈卡斯格蘭德區（西班牙語：Distrito de Jacas Grande），是秘魯的一個區，位於該國中部瓦努科大區的瓦馬利埃斯省，始建於1923年10月29日，面積237平方公里，海拔高度3,615米，2005年人口6,923，人口密度每平方公里29人。